# Монастырь Макария Великого
Монастырь Макария Великого (араб. دير الأنبا مقار‎) — коптский монастырь, расположенный в 92 км к северо-западу от Каира в Нитрийской пустыне, мухафаза Бухейра. Монастырь является местом хранения головы евангелиста Марка.

## История
Монастырь был основан около 360 года Макарием Великим. По легенде, после смерти святых Максима и Домиция, детей императора Валентиниана I, святой Макарий, ведомый ангелом нашёл скалу, на которой ему было сказано построить церковь. После смерти Макария его преемником на посту главы монастыря стал Пафнутий Аскет. В V веке монастырь трижды разграбляли берберы, в последний из своих набегов убившие 49 монахов.
С 570 года, когда коптская церковь объявила о своей независимости от константинопольской церкви, здесь находится резиденция коптского патриарха, которому было запрещено находиться в Александрии. В 650 году, после того как монастырь вновь подвергся разграблению берберами, патриархом Вениамином I была освящена новая церковь святого Макария. Очередное разграбление произошло в 866 году, после чего патриарх Шенуда I приказал обнести его стеной. К этому времени лавра насчитывала 1000 келий. Во время гонения на христиан при халифе аль-Хакиме (996—1021) многие епископы скрывались в Нитрийской пустыни. В это же время монастырь приобрёл за 300 динаров голову апостола Марка.
С XIV века, вследствие Чёрной смерти и последовавшего за ней голода, монастырь начал приходить в запустение. В 1481 году монастырь посетил Иоос ван Гистеле. Затем в 1497 году пещеры монастыря исследовал Арнольд фон Харфф. До XVII века монастырь сохранял в неприкосновенности свою библиотеку, которую затем на протяжении 300 лет по частям вывозили европейские исследователи, среди которых были Ассемани (1714), Таттэм (1839), Константин фон Тишендорф (1844) и другие.
К XX веку монастырь впал в запустение, и в 1969 году там жило только 6 монахов, когда патриарх Кирилл VI обратился с просьбой вернуться в него известного отшельника отца Матту. В 1978 году президент Саддат выделил монастырю 2,000 фаддана земли и два трактора, после чего монахи смогли заняться выращиванием фиг и оливок. При папе Шенуде III (1971—2012) население монастыря достигло примерно 100 человек.